# Felix von Eder
Felix Eder, seit 1918 Ritter von Eder (* 7. Januar 1856 in Illertissen; † 21. Januar 1942 in Locarno, Schweiz) war ein bayerischer General der Infanterie.

## Leben

### Karriere
Eder war der Sohn eines Rentbeamten. Er trat nach dem Besuch eines Humanistischen Gymnasiums 1874 als Freiwillig-Gemeiner in das 2. Infanterie-Regiment „Kronprinz“ der Bayerischen Armee ein. Unter Beförderung zum Sekondeleutnant wurde er Ende November 1876 in das 1. Jäger-Bataillon nach Kempten versetzt und diente ab 1880 als Adjutant. Von 1883 bis 1886 absolvierte Eder die Kriegsakademie in München, die ihm die Qualifikation für den Generalstab, das Lehrfach (Taktik, Kriegsgeschichte, Militärgeographie, Militärzeichnen) und die Höhere Adjutantur aussprach. Anfang Dezember 1886 avancierte er zum Premierleutnant, war ab Ende Oktober 1889 auf ein Jahr Adjutant der 1. Infanterie-Brigade und wurde Anfang November 1890 zum Generalstab zur Dienstleistung kommandiert. In dieser Stellung erfolgte Mitte Juli 1891 seine Beförderung zum Hauptmann. Unter Enthebung von seinem Kommando wurde Eder als Kompaniechef am 1. Oktober 1891 in das 7. Infanterie-Regiment „Prinz Luitpold“ versetzt. In gleicher Eigenschaft war er vom 26. Februar 1892 bis zum 15. Juni 1895 im 2. Infanterie-Regiment „Kronprinz“ tätig und wurde anschließend in die Zentralstelle des Generalstabes versetzt. Zugleich lehrte er 1896/98 an der Kriegsakademie Kriegsgeschichte und Geschichte der Kriegskunst. Zwischenzeitlich stieg er Mitte März 1897 zum Major auf. Am 23. September 1898 wurde Eder zum Generalstab des Gouvernements Ingolstadt versetzt. Mit der Ernennung zum Bataillonskommandeur im 1. Infanterie-Regiment „König“ trat er am 21. Juli 1900 in den Truppendienst zurück. Mitte Februar 1901 rückte er in den Regimentsstab auf und wurde Anfang März 1901 Oberstleutnant. Unter Beförderung zum Oberst erhielt Eder am 16. Juli 1903 das Kommando über das 4. Infanterie-Regiment „König Wilhelm von Württemberg“. Daran schloss sich am 19. November 1905 eine Verwendung als Kommandeur der 11. Infanterie-Brigade sowie am 19. April 1906 seine Beförderung zum Generalmajor an. In dieser Stellung erhielt Eder Anfang Oktober 1909 die Erlaubnis zur Annahme des Kronen-Ordens II. Klasse mit Stern. Am 8. Mai 1909 wurde er zum Gouverneur von Ingolstadt ernannt  und am 7. März 1910 zum Generalleutnant befördert. Er erhielt am 28. Juli 1911 die Erlaubnis zur Annahme des Ordens der Eisernen Krone I. Klasse und am 29. Dezember 1912 zur Annahme des Großkreuzes des Ordens vom Zähringer Löwen. Unter Verleihung des Militärverdienstordens I. Klasse wurde Eder am 19. September 1913 mit der gesetzlichen Pension zur Disposition gestellt. Nach seiner Verabschiedung würdigte ihn Großherzog Ernst Ludwig am 12. Oktober 1913 durch die Verleihung des Großkreuzes des Verdienstordens Philipps des Großmütigen.
Zu Beginn des Ersten Weltkriegs wurde Eder als z.D.-Offizier wiederverwendet und war Etappen-Inspekteur der Armeeabteilung Falkenhausen. Am 22. Dezember 1915 erhielt er das Kommando über die 1. Landwehr-Division, die sich im Stellungskrieg in Lothringen befand. In dieser Eigenschaft wurde er mit dem Großkreuz des Albrechts-Ordens mit Schwertern, dem Militärverdienstorden I. Klasse mit Schwertern sowie beiden Klassen des Eisernen Kreuzes ausgezeichnet. Nachdem er am 23. Juni 1916 den Charakter als General der Infanterie erhalten hatte, verlieh ihm König Ludwig III. anlässlich seines Namenstages am 12. August 1918 das Großkomturkreuz des Verdienstordens der Bayerischen Krone. Damit verbunden war die Erhebung in den persönlichen Adelsstand und er durfte sich nach der Eintragung in die Adelsmatrikel am 13. September 1918 „Ritter von Eder“ nennen.
Nach Kriegsende und Demobilisierung  wurde seine Mobilmachungsbestimmung aufgehoben. Er ist auf dem Münchner Waldfriedhof beerdigt.

### Familie
Eder war mit Ottilie Keller (1868–1918) verheiratet. Aus der Ehe gingen vier Kinder hervor, darunter der Sohn Wolfgang (1889–1916), der als Oberleutnant und Ritter des Militär-Max-Joseph-Ordens während des Ersten Weltkriegs in der Schlacht vor Verdun fiel.